# Edmund Ware Sinnott
Edmund Ware Sinnott (5 de febrero de 1888, Cambridge, Massachusetts – 6 de enero de 1968, New Haven, Connecticut) fue un botánico estadounidense, y prolífico escritor de textos. Fue un especialista en morfología vegetal.

## Vida
Recibió su A.B. en 1908, su M.A. en 1910, y el Ph.D. en 1913, todas por la Universidad de Harvard. Estudió en Australia con Arthur J. Eames (1881-1969) de 1910 a 1911. Después de su graduación, se convirtió en un instructor en la Universidad de Harvard, y trabajó con el anatomista Irving W. Bailey. De 1915 a 1928, trabajó en el Connecticut Agricultural College en Storrs, pasando a profesor de botánica y genética. De 1928 a 1939, fue profesor de botánica en el Barnard College y director del Departamento de Botánica en la Columbia University (1939-1940). En 1940, pasó a la Yale University para ser Sterling Professor de botánica, y director del Dto. de Botánica (1940-1956), director del Jardín Botánico Marsh (1940-1950), decano de Escuela de Graduados de Yale (1950-1956) y director de la Sheffield Scientific School (1945-1956).
Se retiró en 1956, falleciendo en New Haven en 1968.

## Honores
Miembro de
- American Journal of Botany
- National Academy of Sciences

Y presidente de
- Botanical Society of America
- American Society of Naturalists
- American Association for the Advancement of Science

## Obra
A lo largo de su vida, Sinnott fue un autor prolífico; escribió noventa artículos científicos y numerosos textos.
- 1923. Botany, Principles and Problems. 6ª ed. en 1963. Tradujo Oscar H. Brauer, 5ª ed. Continental, 584 pp. 1975

- 1925. Principles of Genetics. 359 pp. 3ª ed. en 1934

- 1927. Laboratory Manual for Elementary Botany

- 1932. Principles of genetics: a textbook, with problems. Con Leslie Clarence Dunn. 2ª edición	de McGraw-Hill, 441 pp.

- 1934. The comparative anatomy of extra-chromosomal types in Datura stramonium. Con Helen Bertisch Houghtaling, Albert Francis Blakeslee. Editor Carnegie Inst. of Washington, 50 pp.

- 1960. Plant Morphogenesis. Reeditó Literary Licensing, LLC, 560 pp. 2012 ISBN 1258235676

- 1963. The problem of organic form. Trends in science 4. Editor Yale Univ. Press, 224 pp.

Después de la Segunda Guerra Mundial, Sinnott dedicó gran parte de su tiempo a escribir sobre la ciencia en la sociedad, formando la base para los libros:
- Cell and Psyche (1950, reeditó Lightning Source, 132 pp. 2008 ISBN 1443728977)

- Two Roads to Truth (1953)

- The Biology of the Spirit (180 pp. 1955)

- Life and Mind (1956)

- Matter, Mind, and Man (1957, 189 pp.)

- Meetinghouse & church in early New England (243 pp. 1963)

- The Bridge of Life: From Matter to Spirit (255 pp. 1966)

En su enseñanza, Sinnott insistió en la idea del descubrimiento científico y la importancia de hacer mediciones precisas y correctas interpretaciones de los datos. Trató de explicar a los organismos como un todo integrado a partir de la suma de sus partes, los procesos y la historia.

### Otras publicaciones
- edmund w. Sinnott, l.c. Dunn, t. Dobzhansky. 1961. Principios de Genética. Ed. Omega. Barcelona. ISBN